# 北九州高速鉄道
北九州高速鉄道株式会社（きたきゅうしゅうこうそくてつどう、英: Kitakyushu Urban Monorail Co.,Ltd.）は、福岡県北九州市の小倉北区と小倉南区でモノレール（軌道法による軌道）を運営している会社である。本社は福岡県北九州市小倉南区企救丘2丁目13番1号。「北九州モノレール」または「小倉モノレール」と呼ばれている。コーポレートスローガンは「街にあなたに豊かな時間と空間を」・「安全・正確・快適」である。

## 概要
北九州市の小倉北区と小倉南区とを結ぶ小倉線を運営している。当初、北九州市による直営も検討されていたが、1972年（昭和47年）11月17日に公布・施行された「都市モノレールの整備の促進に関する法律」（都市モノレール法）による「都市モノレール建設のための道路整備に対する補助制度」の適用を受けることになり、その事業運営主体として北九州市が52%、民間が48%を出資する、資本金22億円の第三セクター会社として1976年（昭和51年）7月31日に設立された。民間48%のうち大口出資企業は西日本鉄道がおよそ20%、次いで九州電力が6%、他に新日本製鐵が6%、住友金属工業が5%などであった。
当初は国鉄（現JR九州）小倉駅北口地区の振興を狙って、小倉駅の北側に起点駅を設ける計画であった。しかし、山陽新幹線の上を乗り越えることが困難であり現実的でなかったため、小倉駅南側に駅を設ける方針とした。ところが、景観問題を大義名分として南口商店街の猛反発に遭い、1985年（昭和60年）の開業当初は小倉駅への乗り入れができず乗り換えに不便が伴った。小倉駅周辺のモノレールの地下化を求める声もあったが、費用・技術面から現実的ではなく、実現していない。
小倉駅での徒歩連絡という不便のためにモノレール利用客数は予想を大きく下回り、長期間にわたる赤字の原因となったが、1998年（平成10年）の小倉駅乗り入れを機に利用者数が増加、単年度では黒字を出すまでになった。それでも2004年度末で約148億2千万円の債務超過状態にあり、経営体質の改善が急務となっていた。
そこで、2005年（平成17年）に産業活力再生特別措置法に基づく再生計画の認可を受け、まず同年9月に既存の資本金82億円について100%減資を実施すると同時に、北九州市からの借入金270億3880万円についてデットエクイティスワップを実施して債務超過を解消（この時点で北九州市が全株式を保有することになる）、さらに11月には資本金および資本準備金を取り崩すことで、未処理損失を一掃した。
小倉線の建設は、西鉄北方線廃止と引き換えの事業でもあったため、開業時には西鉄北九州線で勤務していた乗務員を採用している。
小倉駅乗り入れ10周年を迎えた2008年（平成20年）には、かつて車両で使用されていた吊革を再利用した小倉-企救丘間の「吊革きっぷ」を販売し、3月29日の発売から数日で売り切れた。

## 歴史
- 1976年（昭和51年）
  - 7月31日：会社設立[1]。
  - 12月6日：軌道特許取得[1]。
- 1981年（昭和56年）：1000形電車製造、試験運転開始
- 1985年（昭和60年）1月9日：小倉線開業[6]。
- 1993年（平成5年）1月14日：小倉駅への乗り入れについて北九州市とJR九州が覚書に調印[8]。
- 1998年（平成10年）
  - 4月1日：小倉線が小倉駅乗り入れ[6]。単年度決算が黒字に転じる。
  - 5月18日：運賃改定。初乗り170円。ただし小倉 - 平和通間は150円[9]。
- 2005年（平成17年）7月28日：産業活力再生特別措置法に基づく事業再構築計画が認定され、9月から11月にかけて実施。
- 2014年（平成26年）4月1日：消費税率改定に伴う運賃改定、230円以上の区間を一律10円ずつ値上げ[10][11]。
- 2015年（平成27年）10月1日：ICカード「mono SUGOCA」を導入[12]。定期券もICカード化。普通・往復乗車券をQRコード方式に切り替え。回数乗車券、持参人式定期券、らぶパス、JR連絡普通乗車券を廃止。運賃改定（小倉 - 平和通間150円→180円、その他の区間は一律10円ずつの値上げ）[13]。
- 2019年（令和元年）10月1日：消費税率引き上げ伴う運賃改定、200円・280円・310円区間を10円値上げ。マタニティ割引・一日乗車券を導入[14]。

## ロゴマーク
- 現在使用されているロゴマークは、青い丸に、北九州の頭文字である「K」の形をイメージしたデザイン。

## 路線
- 小倉線： 小倉駅 - 企救丘駅 (8.8km)

## 車両
旅客用

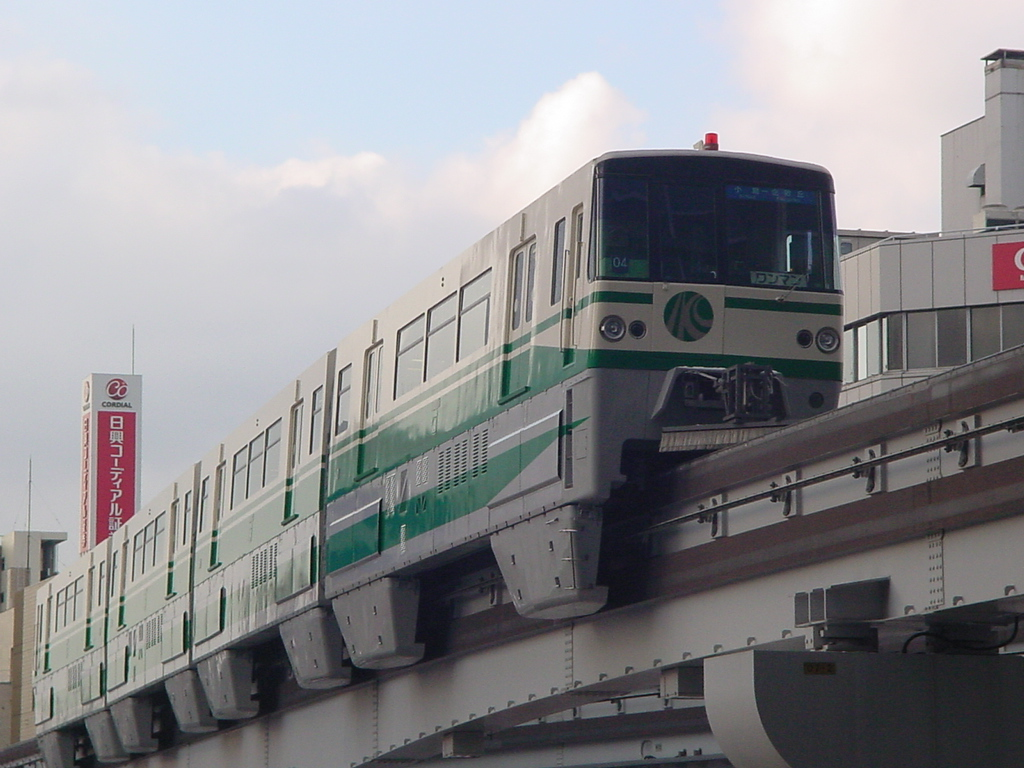
1000形
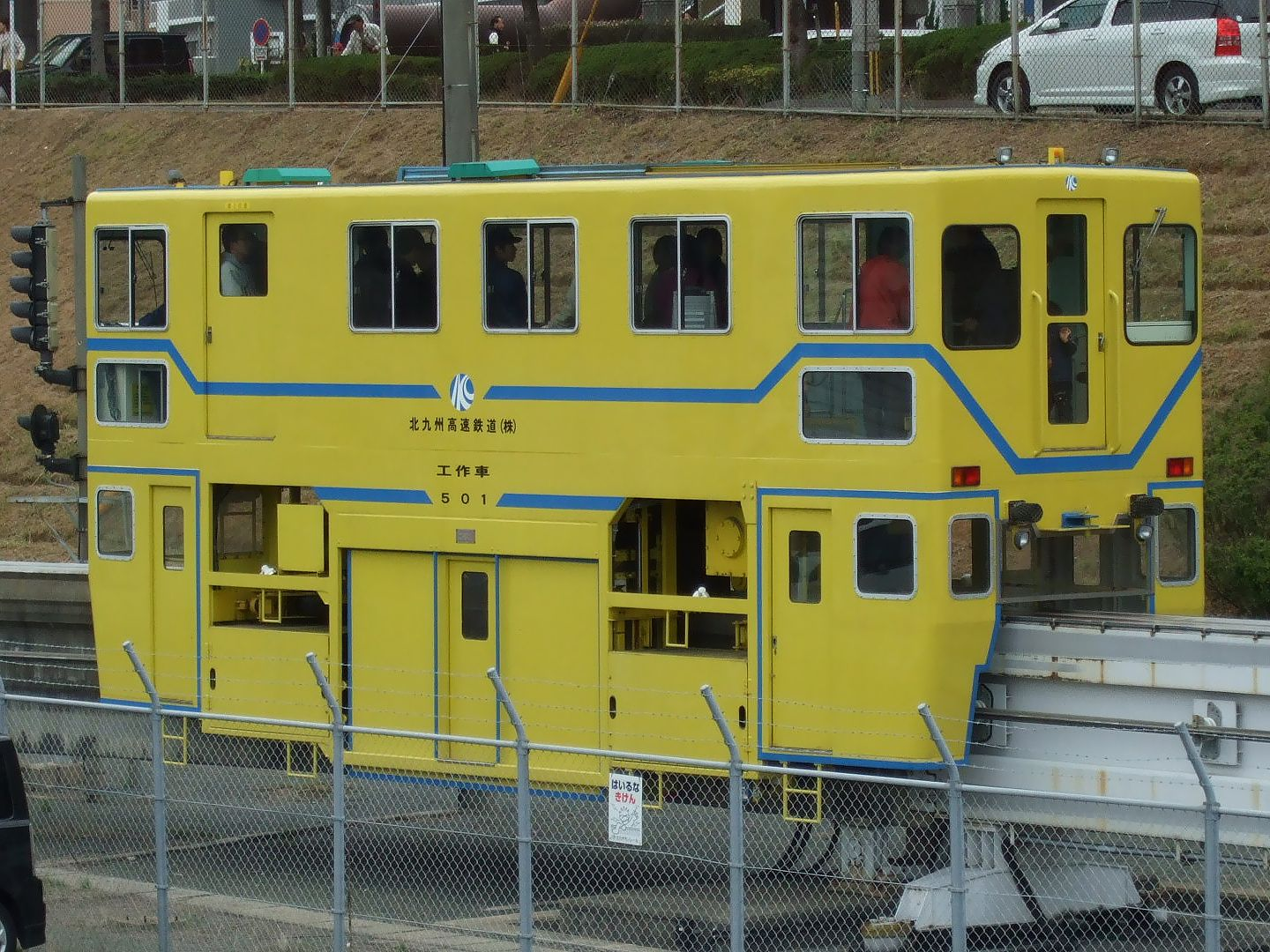
工作車 501

事業用車（無車籍）
- 500形

- 1000形
- 工作車 501

## 運賃
大人普通旅客運賃（小児及び障害者手帳、交付1年以内の母子健康手帳所持者は半額・10円未満切り上げ）。2019年10月1日改定。
2007年5月1日から、全線の隣駅までの区間と小倉 - 旦過間で企画乗車券「100円モノレール」（大人100円・小児50円）を発売している。下表の隣駅までと小倉 - 旦過間の運賃は「100円モノレール」を利用した場合のもの。本来の運賃は180円。
| 100 | 平和通 |      |               |      |      |      |          |      |            |            |      |        |
| 100 | 100    | 旦過 |               |      |      |      |          |      |            |            |      |        |
| 210 | 210    | 100  | 香春口 三萩野 |      |      |      |          |      |            |            |      |        |
| 210 | 210    | 210  | 100           | 片野 |      |      |          |      |            |            |      |        |
| 250 | 210    | 210  | 210           | 100  | 城野 |      |          |      |            |            |      |        |
| 250 | 250    | 250  | 210           | 210  | 100  | 北方 |          |      |            |            |      |        |
| 250 | 250    | 250  | 250           | 210  | 210  | 100  | 競馬場前 |      |            |            |      |        |
| 290 | 290    | 250  | 250           | 250  | 210  | 210  | 100      | 守恒 |            |            |      |        |
| 290 | 290    | 290  | 250           | 250  | 250  | 210  | 210      | 100  | 徳力公団前 |            |      |        |
| 320 | 290    | 290  | 290           | 250  | 250  | 250  | 210      | 210  | 100        | 徳力嵐山口 |      |        |
| 320 | 320    | 320  | 290           | 290  | 250  | 250  | 250      | 210  | 210        | 100        | 志井 |        |
| 320 | 320    | 320  | 320           | 290  | 290  | 250  | 250      | 250  | 210        | 210        | 100  | 企救丘 |

1日乗車券
2019年10月1日から発売。大人700円・小児350円。

### ICカード乗車券
2015年10月1日からJR九州のICカード乗車券「SUGOCA」と完全互換のICカード乗車券「mono SUGOCA」を導入した。愛称は2014年11月26日に決定したもので、モノレールの「mono」と、「ICカードでもっと乗ろう」という2つの意味から名付けられており、「もの凄い」を意味する肥筑方言である「ものすごか」とも掛かっている。デザインは、水色をベースに小倉駅ビルとモノレールのイラストが描かれたもの。
元々北九州モノレールでは全駅に自動改札機を導入していたが、ICカード式乗車券の導入に当たっては2008年と2010年にそれぞれ約1ヶ月間、九州大学と共同でICカード式乗車券「monoca」（モノカ）の実証実験を実施した。monocaシステムの運営は広島市に本店を置く和多利が担当し、カードの規格はSUGOCAなどのベースとなっているFeliCaではなく、住民基本台帳カードと同じISO/IEC 14443 Type Bを採用した。乗車券機能としては定期券のみであるが、旦過市場（小倉北区）の11店舗（期間中も随時参加店舗を募っていた）と第一交通産業なども参加し、電子マネーとして利用できたり、和多利の共通ポイントカードシステム「W-Point」のカードとしても使えた。
結果的に2013年7月に老朽化した券売機・自動改札機をICカード対応型に更新することが発表され、小倉駅でJR九州と接続していることが決め手となってSUGOCA（mono SUGOCA）を導入することが決定した。nimoca・はやかけん・Suicaなどとの交通系ICカード全国相互利用サービスにも対応している。なお、開業以来磁気式の切符を販売しており、小倉駅乗り入れ以降はJR九州との連絡乗車券を発売していた（運賃はJR線との単純合算で無割引）が、自動改札機のリプレースにあわせて乗車券がQRコード式の非磁気化券となり、連絡普通乗車券の販売を終了した（連絡定期券はSUGOCA（mono SUGOCA）定期券で販売継続）。

## モノレールまつり
毎年11月に車両基地広場で開催。普段乗車することのできない工作車への試乗をはじめ、さまざまなイベントが行なわれる。